# جامعة مكغيل

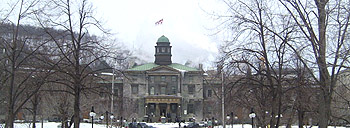
مبنى الآداب في جامعة مكغيل

جامعة مكغيل (بالإنجليزية: McGill University)‏ هي جامعة حكومية بحثية دولية موجودة في مدينة مونتريال، والتي تقع في مقاطعة كيبك ذات الأغلبية الفرنسية. تحمل اسم جيمس مكغيل، الذي كان تاجرا بارزا في مونتريال من اسكتلندا، والتي شكلت وصيته بداية الجامعة. قام مكغيل بوهب قطعة أرض ومبلغ من المال لتأسيس جامعة في المدينة في عام 1821، مكغيل تعد حالياً واحدة من أعرق الجامعات في كندا، بدأت الجامعة بتدريس طلابها خلال حقبة الاستعمار البريطاني، أي قبل 46 عاما من تأسيس الاتحاد الكندي.
تم تحديد حرم الجامعة الرئيسي على 32 هكتاراً (80 فداناً) تحت جبل مون روايال في وسط مدينة مونتريال. والحرم الجامعي الثاني، حرم ماكدونالد، ويقع على 6.5 كيلومتر مربع (1,600 هكتار) من الحقول والأراضي الحرجية في سينت آن دو بلفيو، على بعد 30 كيلومترا إلى الغرب من الحرم الجامعي في وسط المدينة. يوجد في الجامعة اليوم 21 كلية مختلفة، توفر لطلابها وطالباتها فرصة الحصول على درجات وشهادات علمية في أكثر من 300 تخصص من ميادين الدراسة، بما في ذلك الطب والقانون. على الرغم من أن لغة التدريس هي اللغة الإنجليزية، فإن الطلاب لديهم الحق في تقديم أي عمل دراسي إما باللغة الإنكليزية أو الفرنسية ، إلا إذا كان تعلم لغة معينة هو الهدف من الدورة. و يوجد حاليا أكثر من 34,000 طالباً وطالبة في مكغيل، والطلاب والطالبات الأجانب يمثلون خمس مجموع الطلبة.
تتميز جامعة مكغيل بابحاثها المتميزة الحائزة على العديد من الجوائز العريقة في شتى المجالات البحثية، وتنتمي الجامعة للعديد من المنظمات البحثية سواء داخل كندا وفي العالم، بما في ذلك G13، ورابطة الجامعات الأمريكية، و يونيفيرسيتاس 21. تتصدر الجامعة بشتى كلياتها ومدارسها المهنية والدراسات العليا المرتبة الأولى باستمرار في التصنيفات الوطنية مثل تلك التي تنشرها مجلة ماكلين، وهي ضمن الجامعات 50 الأوائل في التصنيف العالمي والإقليمي وعلى مستوى العالم، بما في ذلك تصنيف التايمز-كيو إس العالمي؛ وتصنيف شنغهاي للجامعات العالمية. مع حوالي 200,000 من الخريجين الذين يعيشون في جميع أنحاء العالم، تميز طلبة وأساتذة جامعة مكغيل في مختلف المجالات تتراوح ما بين الطب، والفنون والعلوم، والأعمال والسياسة، والرياضة. ستة من خريجي الجامعة حازوا على جائزة نوبل (من أصل تسعة حائزين على جائزة نوبل متعاونين مع الجامعة)، وثلاثة رواد فضاء، واثنين من رؤساء الوزراء الكنديين، وأربعة قضاة من المحكمة العليا الكندية، وثلاثة زعماء أجانب، وتسعة فائزين بجائزة أوسكار للفنون، ثلاثة فائزين بجائزة بوليتزر، وثمان وعشرين رياضياً حازوا على ميداليات أولمبية.
كما تصدر عن هذه الجامعة بعض الدوريات العلمية نذكر منها دورية مكغيل الطبية.

## خريجون بارزون
عبد الرحمن السميط

## أساتذة بارزون
- أنطوان حكيم

## وصلات خارجية
- الموقع الرسمي (بالإنجليزية)
- الموقع الرسمي (بالفرنسية)